# Station Bad Liebenstein
Station Bad Liebenstein was een spoorwegstation in de Duitse plaats Bad Liebenstein.  Het station werd in 1889 geopend. 